# Eight-ball

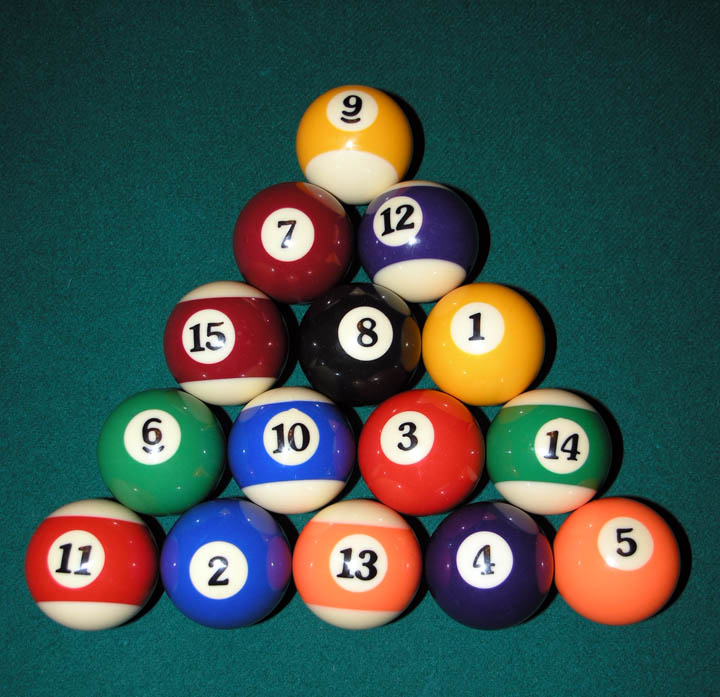
Koule pro 8-Ball

Eigth-Ball, 8-Ball neboli Osmička je varianta kulečníkové hry pool.
Hraje se s bílou hrací koulí a 15 barevnými koulemi, 1-7 plné, 8 černá, 9-15 půlené.
Volba barvy se provádí po prvním strku hry (rozstřelu), potopením libovolné koule dané řady (celé nebo půlené) bez faulu. Koule potopené při rozstřelu nerozhodují, jen hráči dovolují pokračovat ve hře. Hráč hraje libovolnou svoji kouli (plnou nebo půlenou) do libovolného rohu. Po potopení všech svých koulí hraje hráč jako poslední kouli č. 8 černou. Vyhrává hráč, který první (bez faulu) potopí kouli č. 8 černou do libovolné kapsy.
Ztráta hry:
- Předčasné potopení černé koule (hráč má na stole ještě svoji barevnou kouli).
- Potopení černé koule s faulem.

Po faulu bere soupeř hrací bílou kouli do ruky a může si ji postavit kdekoli na stole.
Hlášená hra: Hráč před strkem nahlásí číslo koule a kapsu, kam kouli potopí. Stačí jedna koule, další potopené koule ani pořadí jejich potopení se hlásit nemusí.